# 富兴路街道
富兴街道，是中国内蒙古自治区鄂尔多斯市东胜区下辖的一个乡镇级行政单位。

## 行政区划
富兴街道共辖以下地区：
富兴社区、果园社区、旺日社区、永宁社区、奥林社区、兴农社区、和睦社区、阳光社区、花苑社区。